# 18944 Sawilliams
18944 Sawilliams este un asteroid din centura principală de asteroizi.

## Descriere
18944 Sawilliams este un asteroid din centura principală de asteroizi. A fost descoperit pe 28 august 2000 la Socorro, New Mexico, în cadrul proiectului LINEAR. Asteroidul prezintă o orbită caracterizată de o semiaxă mare de 3,07 ua, o excentricitate de 0,10 și o înclinație de 3,5° în raport cu ecliptica.